# Distrito electoral 3 (condado de Cedar, Nebraska)
El distrito electoral 3 (en inglés: Precinct 3) es un distrito electoral ubicado en el condado de Cedar en el estado estadounidense de Nebraska. En el censo de 2010 tenía una población de 339 habitantes y una densidad poblacional de 3,62 personas por km².

## Geografía
El distrito electoral 3 se encuentra ubicado en las coordenadas 42°44′36″N 97°25′36″O / 42.74333, -97.42667. Según la Oficina del Censo de los Estados Unidos, el distrito electoral 3 tiene una superficie total de 93.6 km², que corresponden a tierra firme.

## Demografía
Según el censo de 2010, había 339 personas residiendo en el distrito electoral 3. La densidad de población era de 3,62 hab./km². De los 339 habitantes, el distrito electoral 3 estaba compuesto por el 98.82% blancos y el 1.18% pertenecían a dos o más razas. Del total de la población el 2.95% eran hispanos o latinos de cualquier raza.